# 金東濤

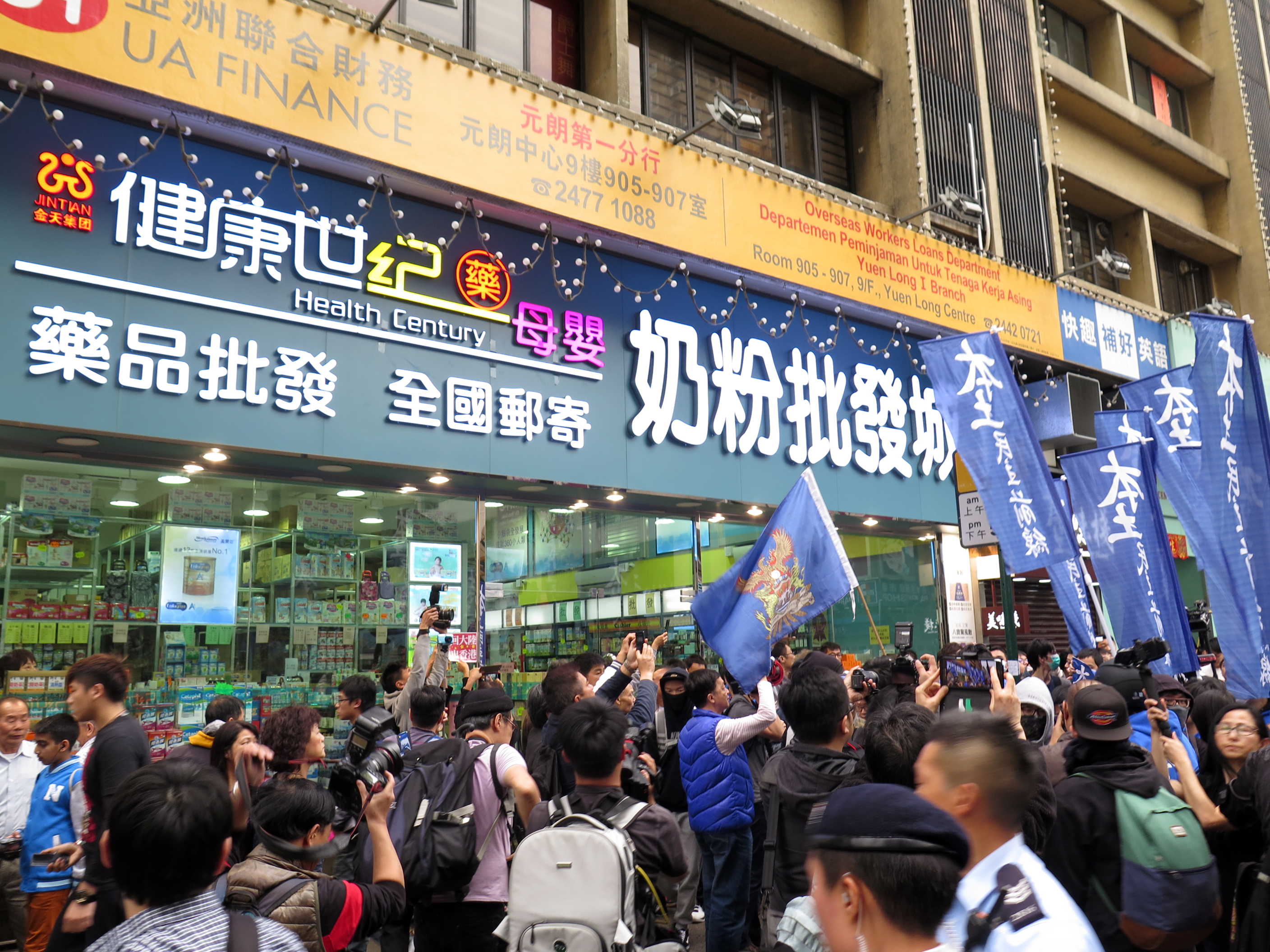
金東濤旗下的藥房在光復元朗行動中被包圍

金東濤（1969年—），中國藥劑師及政治人物，中國人民解放軍預備役中校，現任金天醫藥集團董事會主席及執行董事。其集團旗下的健康世紀國際集團經營四間奶粉藥品店，當中最大規模是位於元朗壽富街的健康世紀奶粉批發城，以近50萬港元承租。於2015年3月發生的光復元朗中，因為被指專做水貨客生意成為被針對目標。